# Mount Cocks
Mount Cocks är ett berg i Antarktis. Det ligger i Östantarktis. Nya Zeeland gör anspråk på området. Toppen på Mount Cocks är 2 378 meter över havet, eller 523 meter över den omgivande terrängen. Bredden vid basen är 4,7 km.
Terrängen runt Mount Cocks är huvudsakligen lite bergig. Trakten är obefolkad. Det finns inga samhällen i närheten.